# Марсель Арлан
Марсель Арлан (фр. Marcel Arland; 5 липня 1899 — 12 січня 1986) — французький письменник, есеїст, літературний критик і журналіст.

## Біографія
Трирічним втратив батьків, що наклало відбиток на все його життя та мотиви творчості.
В юності вирушив до Парижа, щоб вчитися в Сорбонні, де разом з Рене Кревелем і Рожером Вітру заснував дадаїстську газету Aventure. 1924 року опублікував статтю Un nouveau mal du siècle («Нова хвороба століття»), яка привернула значну увагу, в якій розкритикував ідеї сюрреалізму.
Арлана було відзначено Гонкурівською премією за L'Ordre в 1929 році та обрано членом Французької академії у 1969 році (хоча до запрошення все життя говорив, що принципово ніколи не займе місця у жодній академії). У 1968—1977 роках був головним редактором журналу «Нувель ревю франсез». У 1952 йому присуджено Велику літературну премію Французької академії, а в 1960 — Велику національну премію за всю творчість.